# Shiny Happy People
"Shiny Happy People" é uma canção da banda R.E.M., encontrada no álbum de estúdio lançado em 1991, Out of Time e também lançada como single no mesmo ano. A música tem como participação especial no backing vocal a cantora Kate Pierson, da banda The B-52's que também apareceu no videoclipe da música.
A música ficou em 10º lugar no Top 100 dos Estados Unidos. No Reino Unido, a música ficou em 6º lugar nas paradas.
A música foi gravada no outono de 1990, sendo lançada em maio de 1991 no Reino Unido e nos Estados Unidos, em setembro de 1991.
Em sua letra estaria uma irônica referência a texto insolentemente traduzido a partir de propaganda chinesa que fazia considerações sobre o chamado massacre da Praça da Paz Celestial, evento trágico ocorrido, na China, dois anos antes da canção ser gravada. O texto aparentemente relata como a política seria controlada pelos marionetes em posições de poder, e não por estudantes revoltados, idealistas e infelizes, no chão da Praça da Paz Celestial. A ideia é que a propaganda é frequentemente utilizada para encobrir fraquezas crônicas do sistema político. A música é tocada de forma zombadora no sentido de encorajar candidatos políticos desconhecidos a serem otimistas mesmo diante de um cenário totalmente adverso.
A música foi incluída no documentário dirigido por Michael Moore, Fahrenheit 9/11. Moore já havia dirigido um videoclipe de uma música da banda, "All the Way to Reno (You're Gonna Be a Star)". A música apareceu também no filme brasileiro Tropa de Elite, lançado em agosto de 2007, além de também estar presente no filme Marley & Eu, lançado em dezembro de 2008, na série Friends, no episódio The One with the Monkey e fez parte da trilha sonora da novela Uma Rosa Com Amor produzida pelo SBT em 2010.

## Posição nas paradas musicais
| Parada (1991)                                  | Melhor posição |
| ---------------------------------------------- | -------------- |
| Austrália (ARIA)                               | 19             |
| Áustria (Ö3 Austria Top 75)                    | 14             |
| Bélgica (Ultratop 50 de Flandres)              | 8              |
| Canadá (RPM Top Singles)                       | 3              |
| Europa (Eurochart Hot 100)                     | 16             |
| Finlândia (Suomen virallinen lista)            | 12             |
| França (SNEP)                                  | 10             |
| Alemanha (Offizielle Deutsche Charts)          | 10             |
| Irlanda (IRMA)                                 | 2              |
| Países Baixos (Dutch Top 40)                   | 10             |
| Países Baixos (Single Top 100)                 | 13             |
| Nova Zelândia (Recorded Music NZ)              | 29             |
| Noruega (VG-lista)                             | 10             |
| Suécia (Sverigetopplistan)                     | 14             |
| Reino Unido (UK Singles Chart)                 | 6              |
| Estados Unidos (Billboard Hot 100)             | 10             |
| Estados Unidos (Billboard Adult Contemporary)  | 48             |
| Estados Unidos (Billboard Alternative Airplay) | 3              |
| Estados Unidos (Billboard Mainstream Rock)     | 8              |
| Estados Unidos (Cash Box Top 100)              | 8              |

| Parada (1991)                      | Posição |
| ---------------------------------- | ------- |
| Bélgica (Ultratop)                 | 62      |
| Canadá Top Singles (RPM)           | 29      |
| Europa (European Hot 100 Singles)  | 66      |
| Alemanha (Official German Charts)  | 37      |
| Reino Unido (OCC)                  | 69      |
| Estados Unidos (Billboard Hot 100) | 100     |